# Franz Jung (évêque)
Franz Jung, né le 4 juin 1966 à Mannheim, est un prélat catholique allemand, évêque de Wurtzbourg depuis juin 2018.